# Pseudoleskea coreana
Pseudoleskea coreana là một loài Rêu trong họ Leskeaceae. Loài này được Uno & Takahasi mô tả khoa học đầu tiên năm 1940.